# Lakitelek vasútállomás
Lakitelek vasútállomás egy Bács-Kiskun vármegyei vasútállomás, Lakitelek településen, a MÁV üzemeltetésében. Az állomás a település központjának délkeleti részén található, közúti megközelítését a 4622-es útból kiágazó 45 302-es út teszi lehetővé. Jelentős forgalmú regionális elágazó állomás.

## Vasútvonalak
Az állomást az alábbi vasútvonalak érintik:
- Kecskemét–Szolnok-vasútvonal
- Kiskunfélegyháza–Kunszentmárton-vasútvonal

## Kapcsolódó állomások
A vasútállomáshoz az alábbi állomások vannak a legközelebb:
- Kerekdomb megállóhely
- Árpádszállás megállóhely
- Tiszaug-Tiszahídfő megállóhely

## Forgalom
| Járat        | Útvonal | Gyakoriság |
| ------------ | --- | ---------- |
| S220         | Szolnok – Piroska – Tószeg – Tiszavárkony – Tiszajenő-Vezseny – Tiszajenő alsó – Óbög – Újbög – Tiszakécske – Kerekdomb – Lakitelek – Árpádszállás – Szikra – Világoshegy – Nyárjas – Nyárlőrinc alsó – Nyárlőrinc – Nyárlőrinci szőlők – Kisfái – Alsóúrrét – Kecskemét | 2 óránként |
| személyvonat | Kiskunfélegyháza – Petőfiváros – Kismindszenti út – Borsihalom – Tiszaalpár alsó – Tiszaalpár – Tiszaalpár felső – Tőserdő – Árpádszállás – Lakitelek – Tiszaug-Tiszahídfő – Tiszaug – Tiszasas – Csépa – Szelevény – Kunszentmárton – Nagytőke – Szentes                | Napi 5 pár |